# لو ألين
لو ألين (بالإنجليزية: Lou Allen)‏ هو لاعب كرة قدم أمريكية أمريكي، ولد في 12 يوليو 1924 في غادسدن في الولايات المتحدة، وتوفي في 16 أبريل 2008 في غرينزبورو في الولايات المتحدة.

## وصلات خارجية
- لو ألين على موقع مرجع كرة القدم المحترفة.كوم (الإنجليزية)